# Centre Catòlic (Manlleu)
El centre Catòlic és un edifici de Manlleu (Osona) inclòs a l'Inventari del Patrimoni Arquitectònic de Catalunya.

## Descripció
Edifici de planta baixa i dos pisos. A la planta baixa hi ha tres entrades: la central, de testera plana amb un rosetó semicircular al timpà; les dues laterals són de construcció de totxo i de testera recta. Unes motllures rectes de totxo separen la planta del primer pis -on s'hi obren dues balconeres a banda i banda- del frontó de la porta central. Tot aquest nivell està construït amb totxo, deixant a la vista el material. El segon pis està format per una balconada de tres finestres decorades amb entaulament de frontó doble, sostingut per dues mènsules treballades en baixos relleus i de fris llis. A la part superior de la façana hi ha dos trams d'arqueries de mig punt cegues i una fornícula al centre. La façana acaba amb una barana de gelosies.

## Història
El sistema polític de la Restauració, encara que havia entrat en crisi, es podia considerar plenament vigent fins a les primeres dècades del segle xx. la societat estava polaritzada: per una banda els industrials amb el suport explícit de l'església, i de l'altra els nuclis obrers.
El Centre Catòlic, igual que la fundació de la Caixa d'Estalvis, correspon a la iniciativa dels industrials i de l'església de fomentar el catolicisme entre els obrers, per tal d'apartar-los de les associacions obreres que començaven a causar un fort impacte social a l'època.
L'arquitecte del Centre Catòlic, Josep Illa, formava part del grup d'arquitectes que transformaren els principals carrers de Manlleu a principis de segle per encàrrec dels industrials de l'època. Construí 41 cases a Manlleu.